# 汤逊湖
汤逊湖是一个位于中国湖北省武汉市的湖泊，面积约为47.6平方千米，平均水深约为2.7米，汤逊湖是中国最大的城中湖。

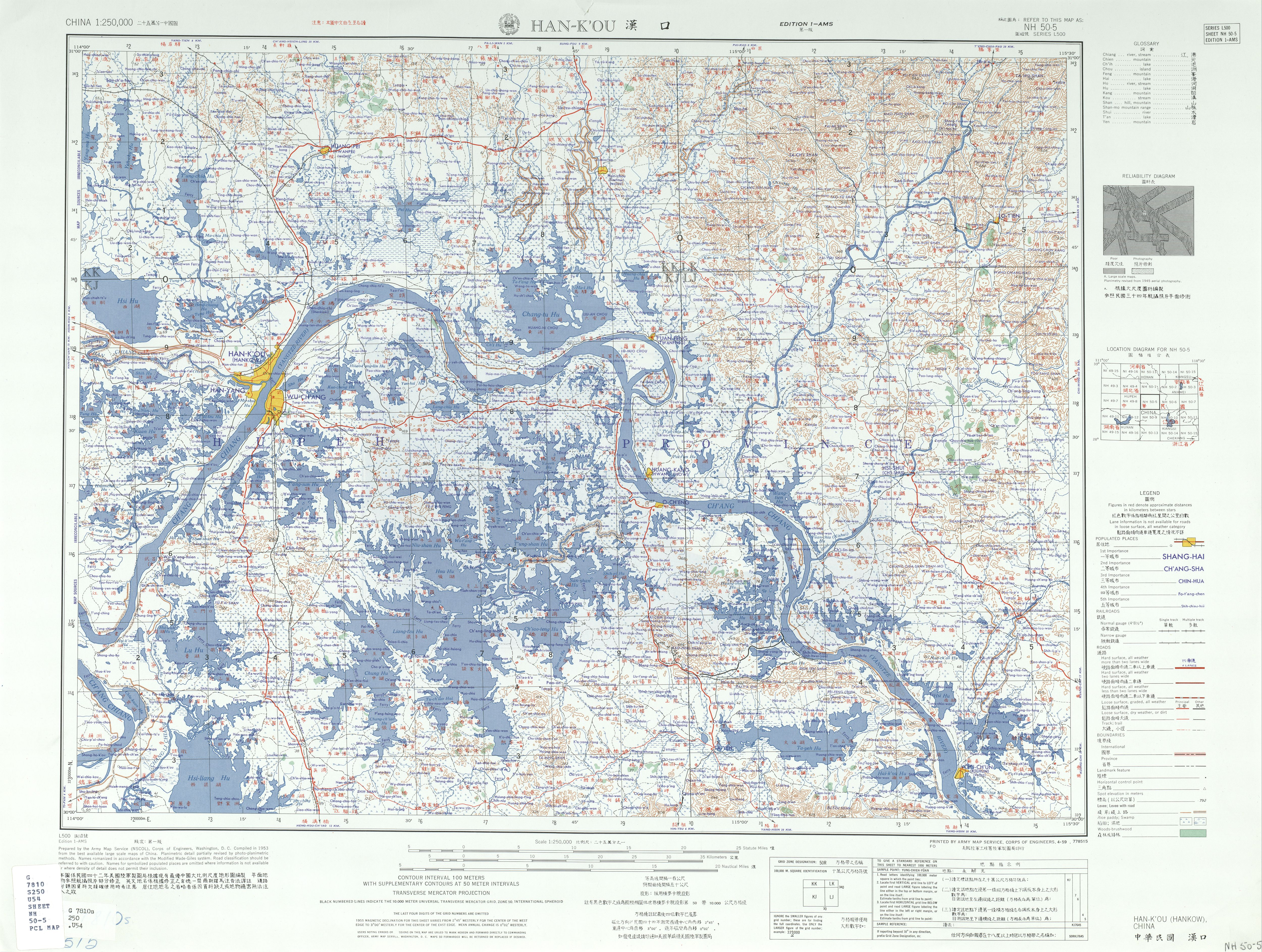
湯孫湖 （1953年）